# Пашендейлска битка
Битката при Пашендейл (известна още като Третата битка при Ипър; на английски: Third Battle of Ypres; на немски: Dritte Flandernschlacht; на френски: Troisième Bataille des Flandres) е голяма кампания през Първата световна война, водена от Антантата срещу Германската империя. Част е от борбата за покрайнините на белгийския град Ипър на Западния фронт от 31 юли до 10 ноември 1917 година. Битката носи името на едно от билата близо до Ипър – Пашендейл.
Счита се за една от най-кървавите битки – над половин милион души умират в нея, а през 1938 г. Лойд Джордж пише в мемоарите си „Пашендейл наистина бе едно от най-големите бедствия на войната“. След всичките жертви са превзети едва 8 km.
Офанзивата е започната от Антантата за контрол над железопътните линии в областта. Дългият период от време след битката при Месен (7 – 14 юни), вътрешните проблеми във френската армия и влошаването на времето позволяват на германските сили да издържат повече от очакваното.

## Предистория и начало
Борба за Белгия се води още от началото на войната, когато Германската империя навлиза в нейните територии на 4 август 1914 г. Северната част на Белгия има излаз на Атлантическия океан, откъдето германците могат да пускат подводници. За контрол над Ипър вече са водени две битки, точно защото се оказва стратегически важен.
Първата битка се оказва провал и за двете страни. Те изпитват недостиг на хора и не успяват да преминат през защитите на противника (траншеи, артилерия) било то заради остаряла технология или заради остаряла тактика. Към края ѝ немците нападат добре защитени позиции и губят 70% от хората в атаката. В крайна сметка, около 58 000 войници от Антантата и около 47 000 на Германската империя стават жертва на военните действия.
Втората битка е първата с масово използване на химически оръжия от страна на Германия. Град Ипър е сведен до развалини, а покрайнините му – в лунен пейзаж (и двете се случват още много пъти, особено на Западния фронт, където се води позиционна война и се използва много артилерия). Загубите са около 87 хиляди за Антантата (приблизително 7000 от които умират от химическо оръжие) и около 35 хиляди за Германия. В резултат на това се развиват не само бойните отровни вещества, но и начините за справяне с тях. Химически оръжия се използват и по-нататък в Първата световна война. Интересен факт е, че за да могат войниците да носят противогази, е трябвало да са обръснати или да имат малък мустак, което след връщането им по родните места след края на войната става новата мода.
Битката при Месен е битка за друго било край Ипър в периода 7 – 17 юни 1917 г. Британците копаят под немските позиции още от 1915 г. и слагат общо 1 000 000 тона експлозиви, но немците прилагат мерки за противодействие. Въпреки това, повечето експлозиви са взривени и само през първия ден са превзети повечето от целите на британското командване.

## Битки
През април и юни британското командване планира ново нападение, за да се възползва от победата при Месен. Планът им няма за цел твърде бърза победа над немците, тъй като не могат да стигнат до тяхната линия Flandern I Stellung, която е на 9 – 11 km зад фронта. Планът на Пета армия е по-амбициозен и предполага, че могат да се превземат километър – километър и половина територия още на първия ден.

### Юли – август
Битката за билото Пилкем е британската атака, започнала в 3:50 часа сутринта на 31 юли. На север е доста успешна и пробиват около 2,5 km навътре, които после стават 3,7 km. На юг британците се изправят срещу много тежък обстрел на германската артилерия. Германците контраатакуват и изтласкват 3 противникови бригади, които в крайна сметка губят 70% от хората си. Контраатаката е спряна от разкаляния терен, както и от артилерийски и картечен обстрел.
Превземането на Вестхоек се случва на 10 август с цел да се превземат още от задните позиции на платото Гхелувелт. Атаката е първоначално успешна, но немците контраатакуват и до около 7 вечерта са си възвърнали почти всичко.
Битката за хълм 70 се води в периода 15 – 25 август. През юни по тези територии е имало друга британска операция, но тя така и не напада този хълм, който е на около 48 km от Ипър. Канадският корпус се изправя срещу пет германски дивизии. Атаката е сравнително успешна. По-късно един от немските офицери споменава, че тази загуба коства временното освобождаване на войниците във Фландрия, които вече са изморени от дълги боеве.
Битката за Лангемарк е между 16 и 18 август. Хюбърт Гоу желае да превземе малко територия зад третата немска защитна линия Wilhelm Stellung. Затова започва битката при Лангемарк, но събитията в нея са сходни с тези при Вестхоек. Сега, обаче, германците се опитват и да вземат част от британските позиции, но са отблъснати и то с много загуби. В крайна сметка, британците и французите атакуват пак и взимат определените цели.
Метеорологичните условия играят важна роля в доста от битките в историята (напр. битката при Гавгамела или битката при Аженкур). Пашендейл не е изключение. През първия ден на операцията валят 12,5 mm, а на 4 август – 63 mm дъжд. Почти всеки ден вали през целия август. Въпреки това, лятното Слънце бързо кара почвата да изсъхне и няма проблеми при воденето на офанзиви.
Атаката при Вердюн от 20 – 26 август, която французите предприемат, е с цел подпомагане на британските офанзиви във Фландрия. Успешна е и даже французите взимат 10 – 11 хиляди военнопленници.

### Септември – октомври
През август, немците задържат платото Гхелувелт, което води до много загуби, а освен това немците вече имат проблеми с хората. Британските и немските тактики се променят. Първите решават да завземат по-дребни територии, но с важни тактически позиции с помощта на артилерия и/или на въздушните сили. За да си подсигурят достатъчно артилерия е необходимо време и затова не се провеждат по-големи военни действия в продължение на около 2 – 3 седмици. В резултат на тези промени и германското командване взима различни решения. Първо, те спират да контраатакуват толкова. В даден момент започват да променят формациите си от хора, което води и до незнание на точната им позиция. Това от друга страна не позволява стрелба с тежки артилерийски залпове от началото на август.
Битката за билото Менин Роуд започва на 20 и завършва на 25 септември. Британците използват събраната артилерия (575 тежки и средни оръдия и още 720 гаубици) за унищожаване на немските укрепени позиции – бункери и картечни гнезда. Сутринта на 20 септември атакуват по 13 километра дълъг фронт и пробиват на 1,4 km навътре зад германските линии. Предприети са няколко немски контраатаки, но те се провалят. Около 25 септември има една сравнително успешна, но с доста загуби и от двете страни и още идния ден германците отново губят позицията си. Контраатаката включва подкрепа от въздуха и 64 артилерийски оръдия
Битката за Полигон Ууд също започва с британска атака – този път на 26 септември в 5:50 часа сутринта. Британците удължават пътищата и жп линиите по-близо до фронта за улеснение на преноса на муниции. Германските сили впускат няколко неуспешни контраатаки.

### Октомври – ноември
Битката за Бруудзайнде от 4 октомври е последната атака на Хърбърт Плъмър при добри метеорологични условия. Целта ѝ е завършване на превземането на платото Гхелувелт и превземане на билото Бруудзайнде. Атаката се провежда по 13-километров фронт, но е посрещната от немската контраофанзивна операция Hohensturm в ничията земя (земята между окопите и защитните позиции на двете страни). Там германците попадат под ударите на британската артилерия и огромен брой хора губят живота. След това настъпва още една промяна в тактиката на немците – да държат повече от хората си зад защитните линии и да използват артилерията си, за да унищожат британската. Започват се планове за бавно отстъпление от региона.
Битката при Поелкапел е съвместна операция на британците и французите, започната на 9 октомври на 12-km фронт. Атаката е донякъде рискована и води до големи загуби и от двете страни.
Първата битка при Пашендейл отново е британско-френски опит за превземане на позиции. Началото ѝ е на 12 октомври, но по средата на битката започва да вали обилно. Атаката се проваля и 13 000 войници на Антантата загиват. На идния ден е решено военните действия да се спрат до подобряване на метеорологичните условия.
Битката за Ла Малмезон започва с помощта на френския генерал Филип Петен, както и на други френски политици. Приготовленията започват на 17 октомври, а битката – на 23. Още през първия ден германците губят 180 оръдия, а 11 157 са взети за военнопленници. Французите пробиват 6 km в линиите им и превземат градчето и укреплението Ла Малмезон, което им помага за установяване на контрол над билото. В резултат на това, немците отстъпват към северната част на долината Елет в началото на ноември.
Втората битка при Пашендейл е серия атаки от 26 октомври до 10 ноември. В началото, канадските части превземат целта си – Уулф Копс, но 4-та канадска дивизия губи позиции при Деклайн Копс, вследствие немски контраатаки и проблеми с комуникацията. Вторият етап от битката допълва вече стореното и цели последен щурм срещу Пашендейл. На юг бързо се превзема Крест Фарм, откъдето после се пускат разузнавателни отряди. На север, обаче, германските сили издържат много повече. За седем дни спират военните действия, след което сутринта на 6 ноември за по-малко от 3 часа канадските дивизии стигат до последната си цел и превземат Пашендейл. На 10 ноември се водят бойни действия за Хълм 52, което е края на кампанията, въпреки че на 1 – 2 декември е нападнато билото Полдерхоек, а през новата година се провеждат още малки съпътстващи операции.

## Последствия
Броят на жертвите е обект на дебати и до днес. Първоначално, британските жертви са оценени на 244 897 души, а немските – около 400 000. В трети том на Sanitätsbericht (1934) пише, че немските загуби са около 217 хиляди, като към тях са добавени и почти 200 хиляди ранени. Числата варират между 200 – 448 хиляди за Великобритания и 217 – 410 хиляди за Германия, според различни историци. Великобритания пленява и 24 065 германци, което не е оспорвано.
Менинската врата е създадена в памет на войниците от Британската общност. Жертвите от Великобритания и Нова Зеландия след 16 август са погребвани във военното гробище. Тайн Кот. Един от най-новите паметници е шотландски (с формата на келтски кръст) – в чест на 9-а и 15-а дивизии, взели участие в битката. Има редица други паметници в държавите, участвали в битките.
Шведската метъл група Сабатон има песен The Price of a mile („Цената на една миля“), в която се пее за ужасните условия на бойното поле по време на битката при Пашендейл. Британската метъл група Айрън Мейдън има Paschendale, която е написана от гледната точка на войник.
В канадския филм Passchendaele сюжетът се развива в Първата световна война и главният герой се озовава във Фландрия на бойното поле при Оашендейл.